# Långbergen
Långbergen är kullar på Åland (Finland). De ligger i den nordöstra delen av landskapet, 27 km norr om huvudstaden Mariehamn. Långbergen ligger på ön Fasta Åland.
I omgivningarna runt Långbergen växer i huvudsak blandskog. Runt Långbergen är det glesbefolkat, med 9 invånare per kvadratkilometer.